# Union Gap (Washington)
Union Gap je grad u američkoj saveznoj državi Washington. Prema popisu stanovništva iz 2010. u njemu je živjelo 6.047 stanovnika.